# Артемьево (Владимирская область)
Артемьево — деревня в Киржачском районе Владимирской области России, входит в состав Горкинского сельского поселения.

## География
Деревня расположена на берегу реки Малый Киржач в 17 км на восток от центра поселения посёлка Горка и в 16 км на север от райцентра города Киржач.

## История
Деревня впервые упоминается в сотной выписи 1562 года, в ней значилось 15 дворов крестьянских.
В XIX — начале XX века деревня входила в состав Жердевской волости Покровского уезда, с 1926 года — в составе Киржачской волости Александровского уезда. В 1859 году в деревне числилось 23 двора, в 1905 году — 30 дворов, в 1926 году — 34 двора.
С 1929 года деревня входила в состав Слободского сельсовета Киржачского района, с 1971 года — в составе Илькинского сельсовета, с 2005 года — в составе Горкинского сельского поселения.

## Население
| 1859 | 1905 | 1926 | 2002 | 2010 | 2021 |
| ---- | ---- | ---- | ---- | ---- | ---- |
| 142  | ↗153 | ↗166 | ↘0   | →0   | ↗3   |